# Rototom Sunsplash

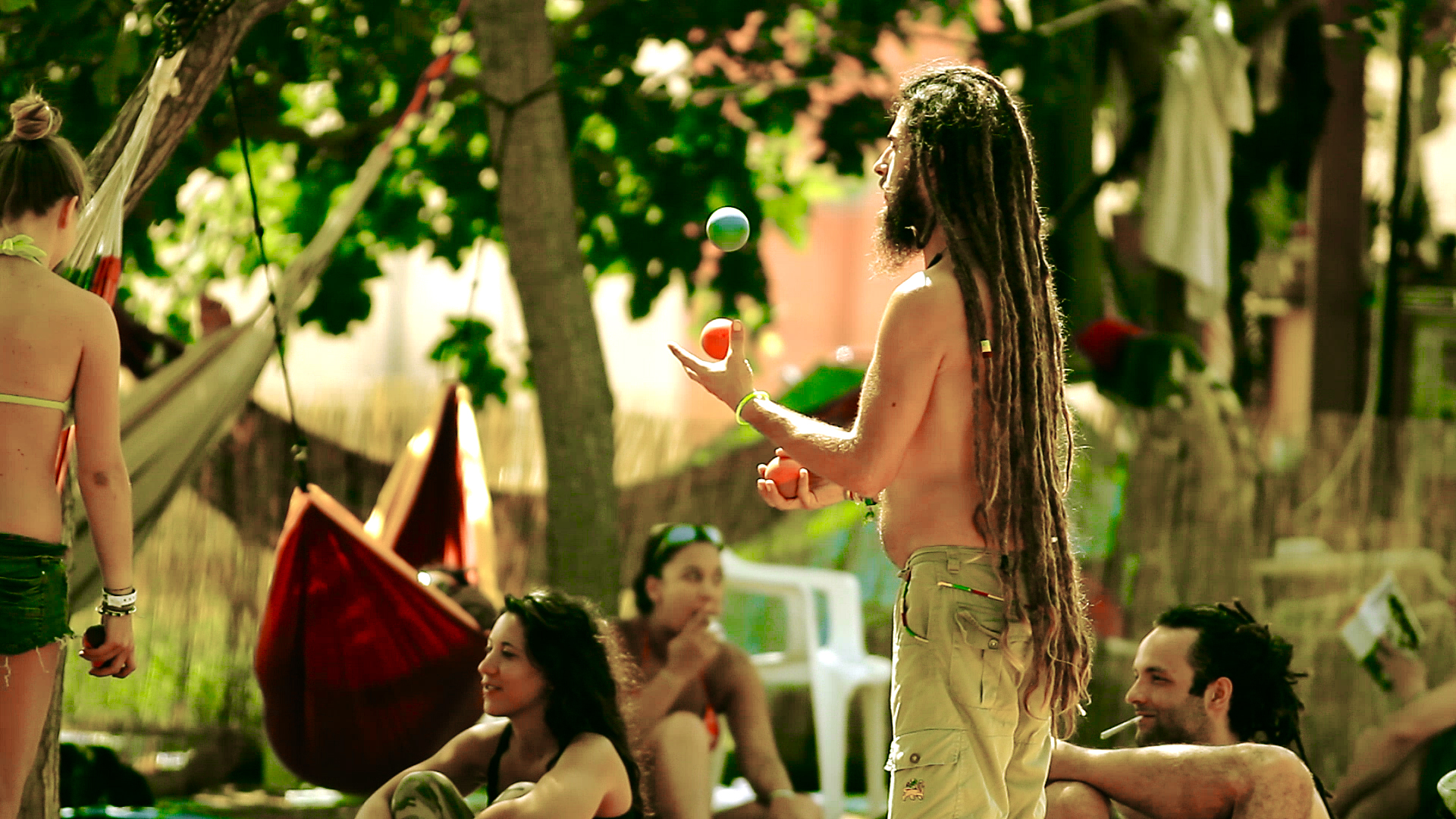
Vida en el Rototom.

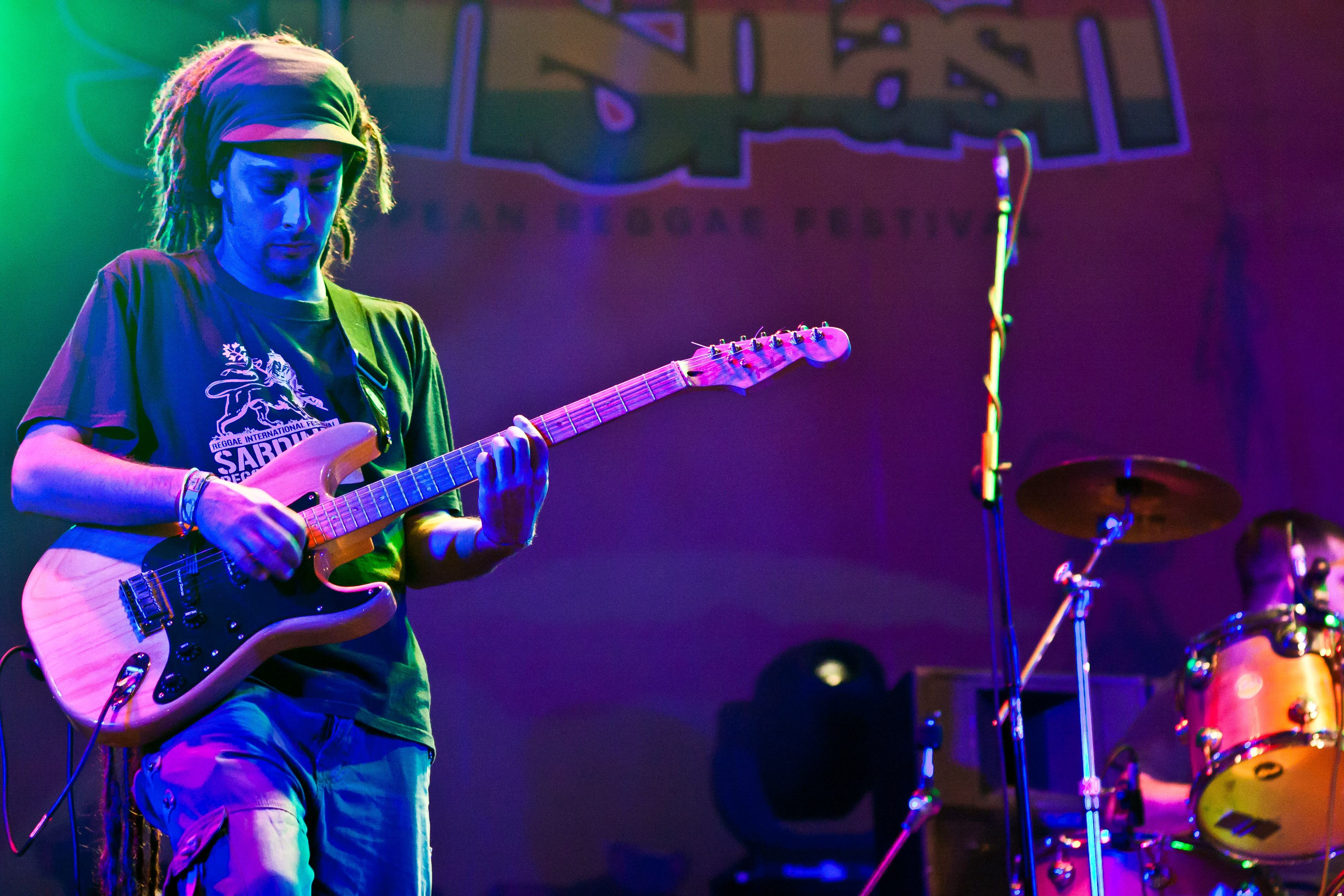
Arawak en Rototom (2010).

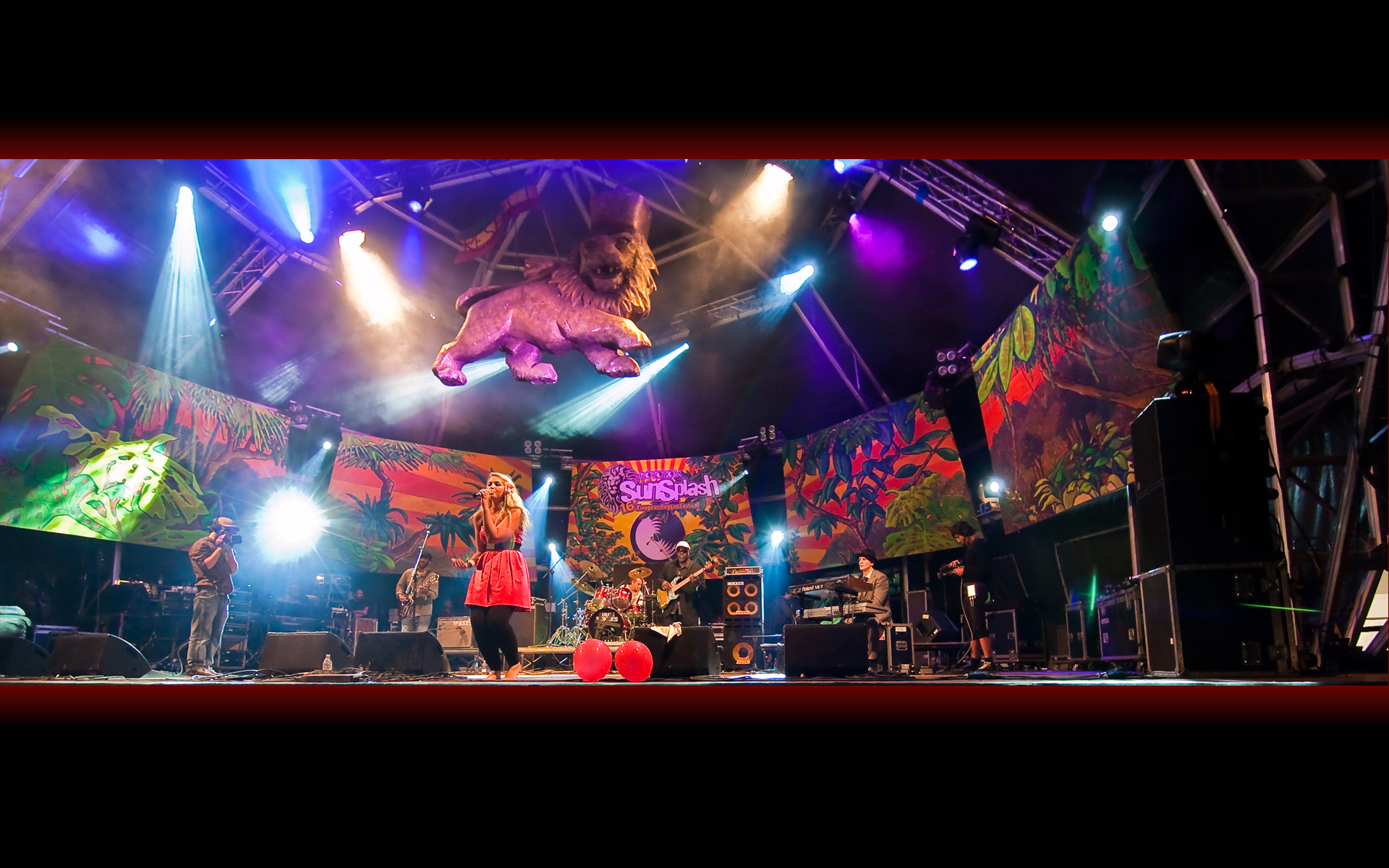
Ava Leigh en el Rototom (2009)

El Rototom Sunsplash es un festival reggae, fundado en 1994 en Gaio di Spilimbergo, en la provincia italiana de Pordenone, y que desde 2010 se celebra en la localidad española de Benicasim (Castellón).
Se le considera el festival más importante de su género en Europa y en 2010 recibió el reconocimiento y patrocinio de la UNESCO como Acontecimiento Emblemático del Decenio Internacional para una Cultura de Paz y No Violencia (ONU - UNESCO del 2001 a 2010) y como actividad conexa de Cultura Sin Fronteras, CSF, y del Seminario Interdisciplinario Mundial permanente de “La Cultura de Paz y No Violencia” de las Naciones Unidas (UNESCO-IPT-UCM).

## Historia

### Los preliminares. La asociación Rototom y la discoteca de Gaio y Zoppola. 1991-1999
Gaio di Spilimbergo, provincia de Pordenone, región de Friuli-Venecia Julia. Esta pequeña localidad del norte de Italia entre Venecia y Údine es el punto de partida de una aventura llamada Rototom Sunsplash. El 13 de diciembre de 1991 nace la Asociación Cultural Rototom y ligado a ella se crea la discoteca del mismo nombre donde se gesta todo. Escenario de música alternativa, un auténtico laboratorio sonoro y lugar de paso de los máximos exponentes de la escena mundial: del punk al rock, el reggae, el indie o la electrónica. Una fusión que explica el instrumento que le da nombre: rototom, capaz de crear sonidos diversos, como las atmósferas que emergían en este local. Con su traslado en 1997 a la que será su segunda sede, en Zoppola, Rototom Club distribuye todos estos géneros en tres salas diferenciadas pero conectadas para crear una “ciudad de la música”. Una dedicada al rock, el pop y el rap; una segunda al reggae y el afro donde estaban los sonidos típicos del Sunsplash y otra a la electrónica. Durante sus nueve años de actividad, por aquí pasaron Ramones (1993), Massive Attack (1998), Bad Religion, NOFX, Suede o Soul Fly; leyendas como el impulsor del afro beat Fela Kuti o grandes del reggae como Burning Spear, Steel Pulse, Black Uhuru, Inner Circle, U-Roy, Yellowman, Itals, Meditations, Junior Reid, Linton Kwesi Johnson, Misty in Roots, Gladiators, Pablo Moses, Shaggy, Buju Banton y un largo etcétera.
La Asociación Rototom se caracterizó por pasar de la palabra a los hechos en el marco del contexto represivo que a nivel cultural sumergía a la región de Friuli, donde había sido desmantelada la red musical y de cultura dirigida sobre todo a la gente joven. El colectivo equilibró esta supresión de cultura organizando cientos de conciertos, ocupando una fábrica abandonada para crear un centro de exposiciones, música, debates y cine (Cerit), organizando manifestaciones por la paz, fiestas en defensa de los derechos LGTB y creando el festival reggae más grande del mundo, el Rototom Sunsplash.

### 1994-1998. Nace el Rototom Sunsplash. Las primeras cuatro ediciones
El festival Rototom Sunsplash nace como un proyecto autofinanciado –fórmula que mantiene en la actualidad– en Gaio di Spilimbergo, en la discoteca Rototom, en 1994. Lo hace como I Encuentro Nacional de Reggae, y avalado por el nombre Rototom y el apellido que le acompaña hasta hoy: Sunsplash, tomado del que había sido el certamen reggae más grande del mundo, con epicentro en la isla de Jamaica y que dejó de celebrarse en 1998.
Duró un fin de semana (2 y 3 de julio de 1994), de manera ininterrumpida, con un cartel artesanal y modesto que integraban 14 nombres (Africa Unite, Almamegretta o Buju Banton, entre ellos) y conciertos a caballo entre el escenario instalado en el interior de la discoteca y otro exterior, en el jardín, donde había un camping gratuito. Los shows se completaban con charlas durante el día sobre el mercado del reggae, dado el perfil eminentemente técnico con el que nació el encuentro. La primera edición atrajo a mil personas, en su mayoría músicos y productores. También en 1994 nace Radio Rototom y desde este momento se empieza a configurar la estructura de medios de comunicación propios que ha acompañado al festival en toda su trayectoria para llevar y proyectar su música y su atmósfera fuera del propio recinto de conciertos.
El segundo año del certamen sumó 3.000 asistentes en dos días y la tercera y cuarta edición (1996 y 1997) siguieron aumentando cifras: 6.000 y 8.000 personas, respectivamente, como balance en sus tres jornadas de celebración. El Rototom Sunsplash empezó a consolidarse, desde su prisma de pequeño encuentro reggae único en su género en Italia, como evento imprescindible para quienes hacen de esta música su forma de vida. El certamen mantuvo la misma estructura hasta su cambio de sede en 1998 a Lignano, motivada por el crecimiento exponencial de público.

### 1998-1999. Lignano. El revulsivo del Camping Girasole
La segunda fase del Rototom Sunsplash tiene nombre propio: el Camping Girasole. Verano de 1998. Ante la imposibilidad de absorber el aforo, el festival se traslada a Latisana Maritima, cerca de Lignano, ciudad balneario próxima a la turística Venecia.
El Sunsplash se presenta ya con una estructura que evoca a la actual: aquí perfila una auténtica ciudad del reggae con tres escenarios y áreas culturales complementarias capaz de albergar a miles de habitantes: en esta nueva sede los 8.000 asistentes del último año en Gaio se transforman en 20.000. El certamen pasa de tres a cuatro días y a pausar horarios. En Lignano el Rototom Susplash se transforma en un fenómeno de masas, en un polo de atracción para quienes, por encima de la música o de ver el directo de un determinado artista, casaban con la filosofía intrínseca al reggae: paz, amor, respeto.
La velocidad que alcanza el festival la plasman varias anécdotas, como el hecho de que en su estreno en Lignano, los puestos de restauración agotaran existencias el primero de los cuatro días del evento. O que la cerveza pasará de medirse en barriles, como en Gaio, a hacerlo por cisternas. También en este marco de explosión del festival encaja la primera retransmisión internacional de los conciertos vía streaming (1999, a través de Arcoíris TV), la puesta en marcha del Reggae Train, con salida desde Roma y paradas en Florencia, Bolonia, Padua y Venecia, o un servicio gratuito de autocares 24 horas desde Lignano y otro de guardería para público infantil.
También aquí se organiza el ‘Italian Reggae Award‘. El director del Reggae Sunsplash jamaicano, Mr. Rae Barret, fue invitado para elegir en directo, entre las mejores bandas italianas, el grupo que por primera vez representará a Italia en el festival en Jamaica. Reggae National Tickets se hizo con los honores, y aquello marcó el despegue de la carrera musical en la isla caribeña de su cantante, Alborosie, cuya trayectoria va ligada al Rototom Sunsplash desde sus inicios.

### 2000-2009. Osoppo. El salto europeo
En el verano de 2000 el Rototom Sunsplash da otro salto escénico y traslada su sede a Osoppo (Údine). Si Lignano supuso su ‘profesionalización’ y consolidación como evento cultural y musical de referencia en Italia, Osoppo es decisivo para pasar de encuentro nacional a festival europeo. Su proximidad a Austria, Eslovenia y Alemania amplió las fronteras del certamen y equilibró el hándicap del aislamiento geográfico de esta pequeña localidad de 3.000 habitantes.
Sobre los 250.000 metros cuadrados del Parque Rivellino de Osoppo el festival adquiere las dimensiones que le han acompañado hasta la actualidad. Se reformula como destino vacacional al pasar de cuatro a ocho días (y posteriormente a nueve y diez jornadas) con una diferenciación clara entre el festival con actividades ‘de día’ –los conciertos se espacian- y el nocturno, con protagonismo musical absoluto. Destaca su zona de acampada, en pleno parque natural y a los pies de los Alpes, que favorece los momentos de encuentro y socialización entre los miles de asistentes procedentes de todo el mundo -150.000 personas de media en sus diez ediciones consecutivas en Osoppo- y ayuda a forjar el sentimiento de pertenencia a la familia Rototom. A crear la atmósfera de pacifismo, tolerancia e interculturalidad que definen la cita. Aumentan los escenarios (Showcase, Dub Room) y el cartel sigue incorporando a los grandes de la escena reggae, con eventos exclusivos en Europa, y a promesas del género jamaicano.
Toman forma las áreas extramusicales, avaladas por la amplitud del espacio: el Foro Social, dedicado a conferencias y debates con sociólogos, políticos, religiosos e intelectuales; African Village y Vivir la Energía −hoy Pachamama− con sesiones de capoeira, cursos de percusión y danza africana; espacios para meditación o seminarios dedicados a la medicina natural y a la filosofía rasta; o zonas con talleres creativos para niños. Se gesta también la Reggae University, para el intercambio de experiencias entre artistas y público.
Osoppo lleva además aparejado un cambio en la estructura organizativa, con equipos más especializados −se crea el Media Office− que incluyen a colaboradores europeos y una incuestionable proyección internacional ligada al incremento de público extranjero. La web se traduce a siete idiomas (inglés, italiano, francés, español, portugués, esloveno y alemán) y se organizan rutas en bus entre varios países.
La promoción de la cultura reggae se plasma en iniciativas como el Reggae Contest Europeo dirigido a recoger el talento de bandas emergentes (2002-2015).
El sistema de autogestión del proyecto Rototom Sunsplash –basado en la obtención de ingresos únicamente mediante la venta de entradas y con ausencia de patrocinadores- se revela efectivo en esta fase. En 2003, una década después de su puesta en marcha, el festival pone a cero su deuda. Ese mismo año deja uno de los conciertos para el recuerdo, por su hipnotismo e intensidad, en la historia del Rototom: el de Burning Spear.
El momento dorado del Rototom Sunsplash en lo que a música, público y proyección se refiere se ensombrece con la persecución política y judicial que empieza a sufrir por parte del gobierno, en manos de la derecha. La fusión y convivencia de culturas que promovía el certamen chocaba con la política de cierre de fronteras del discurso nacionalista de Silvio Berlusconi y sus socios de la Liga Norte. La situación se tornó más compleja tras la aprobación en 2006 de la Ley Fini-Giovanardi, declarada inconstitucional en 2014 y que, entre otras cuestiones, preveía hasta diez años de cárcel por tolerar el uso de drogas como el cannabis en el interior de espacios destinados a actividades de ocio y culturales. La ley criminalizó la actividad del certamen –absuelto en 2015- hasta el punto de forzar su traslado de Italia a España.

### 2010-hasta hoy. Benicasim. El presente y el futuro
El Rototom Sunsplash inicia su éxodo, y como a todo éxodo, le corresponde una tierra prometida. El festival la encuentra en España, concretamente en Benicasim (Castellón).
El 12 de julio de 2009 termina la última edición en Osoppo y el 24 del mismo mes una expedición italiana ‘a cinco’ parte a España. Tras siete meses de búsqueda y un periplo previo por Barcelona, Madrid, Salamanca y hasta Galicia o País Vasco, en febrero de 2010 se alcanza un acuerdo con el Ayuntamiento de Benicasim. La extensa zona de acampada anexa al recinto de conciertos benicense declina la balanza. La localidad castellonense celebra ese verano el primer Rototom español. El 17º de su historia. Hasta hoy.
Benicasim supone la consolidación de la macroestructura formada en Italia, que sigue creciendo: en escenarios y en áreas extramusicales como el Rototom Circus, sobre un espacio de 500.000 metros cuadrados que dobla a la ciudad del reggae creada en Osoppo.
También en público, con una media de 230.000 personas por edición entre las que destaca año tras año el de perfil infantil y familiar.
Supone el salto del plano europeo al planetario. España abre para el Rototom Sunsplash las puertas de Latinoamérica y lo internacionaliza aún más. Prueba de ello es la celebración desde 2011 y hasta 2015 del Reggae Contest Latino y la puesta en marcha de las giras mundiales de presentación del festival.
Benicasim suma al festival el aliciente de la playa, que refuerza su formato como destino de vacaciones en la semana de celebración del certamen. Y en el plano anecdótico, deja aparcadas las preocupaciones meteorológicas propias del clima prealpino de Osoppo y más que habituales –en forma de viento o lluvias torrenciales- en el entorno friulano.
La nueva y actual etapa del festival ha mantenido los principios y valores que guían la acción del Rototom Sunsplash, como emblema de defensa de la paz, el medio ambiente, los derechos humanos y el desarrollo sostenible. El lema ligado al macroevento, Otro mundo es posible, sigue vivo en Benicasim. La comunidad nacida en torno al reggae y al festival, también.

### El traslado del festival a España
Durante una multitudinaria rueda de prensa que tuvo lugar en Údine el 2 de noviembre de 2009 se anunció oficialmente que el festival dejaría Friuli-Venecia Julia. El portavoz de la Asociación Cultural Rototom motivó la necesidad del traslado no como una elección libre, sino como consecuencia de una "campaña de acoso y derribo" contra el festival, con «medidas que hacen imposible permanecer en Osoppo», como la apertura de una investigación por la supuesta violación de la Ley Fini-Giovanardi, cuyo artículo 79 castigaba «a aquellos que usan o permiten que se utilice un club público o privado de cualquier tipo como lugar de reunión para las personas que lo usan para el uso de sustancias narcóticas o psicotrópicas». Las penas por este hecho iban de tres a diez años de cárcel y una multa de entre 3.000 y 10 000 €. Esta Ley fue derogada y declarada anticonstitucional el 12 de febrero de 2014 por no distinguir entre drogas "ligeras" y "pesadas" y contribuir a la saturación de las cárceles italianas con personas condenadas a penas de cárcel por el consumo de cannabis.
El 3 de agosto de 2011 fue arrestado el lugarteniente de los Carabinieri Demetrio Condello, vicecomandante de la compañía de Carabineros de Tolmezzo (Údine, Italia), acusado de cargos de detención ilegal, tráfico de drogas y soborno. Condello resultó ser uno de los principales promotores de las operaciones de represión "antidroga" contra los visitantes del festival que tuvo lugar durante la última edición del Rototom Sunsplash celebrada en Italia y que a la postre precipitó el traslado del festival a España. En 2013 Condello fue condenado a cuatro años de prisión y a pagar una multa de 18 mil euros.
Esta amarga historia concluiría el 13 de mayo de 2015 con la absolución por parte de la justicia italiana de todos los cargos contra el director del festival, Filippo Giunta. «Ha sido un juicio ideológico y una batalla de libertad», ha expresado Giunta, que ha recordado que «a diferencia de lo que normalmente suele ocurrir en Italia, hemos acelerado la conclusión del caso, reduciendo considerablemente el número de testigos de la defensa para obtener cuanto antes una sentencia y evitar que el caso acabara prescribiendo». «Queremos que no exista la menor sombra de duda sobre el hecho de que la organización de un festival de música reggae es, ante todo, una manifestación cultural que nada tiene que ver con el delito de promoción del consumo de drogas, como se me ha acusado», ha remarcado el director del Rototom Sunsplash. El director del festival también ha querido agradecer su apoyo «a las numerosas personas, organizaciones y asociaciones que durante todos estos años han estado a nuestro lado y han creído en nosotros y en nuestra inocencia».

## Line-up
Durante los días del festival la música reggae está en todas partes: al atardecer comienzan los conciertos, la dancehall se llena cada noche; mientras que las tardes están dedicadas al relax y el empeño social. Tienen lugar debates en el Foro Social, encuentros sobre música reggae y cultura rasta, películas y documentales en la Reggae University y House of Rasta, exposiciones de fotografía y arte en la Social Art Gallery, cursos de percusión, danza africana, capoeira y didjeridoo en African Village, meditación y medicina alternativa en Pachamama. En Magicomundo equipos profesionales organizan actividades de entretenimiento y juego para la gran cantidad de niños y niñas que cada año pueblan el festival. Hay actividades y espectáculos de circo en RototomCircus.
Durante el día quien no participa en las actividades propuestas toma el sol, disfruta de relajantes masajes en el área de Pachamama (anteriormente llamada Vivir la Energía), lee, se balancea en las hamacas o simplemente pasea por el recinto en búsqueda de nuevos amigos. Al anochecer se encienden las luces en el gran escenario de la zona de espectáculos y la música se convierte en la protagonista indiscutible. Cuando terminan los conciertos, la gente se dirige hacia los escenarios dedicados al Ska y al Dancehall dispuesta a bailar hasta el amanecer o dejarse llevar por los sonidos graves de la Dub Academy.
Abiertos día y noche, bares y stands gastronómicos ofrecen bebidas y platos de comida de diferentes países. Hay también un mercado de artesanía étnica con puestos especializados en música, artesanía tradicional y gran variedad de oferta en bisutería, moda y demás complementos, además de un área dedicada a los artesanos. Hay también una zona dedicada a entidades sin ánimo de lucro donde presentan sus iniciativas y recogen fondos para sus proyectos. En la edición de 2011 además, hubo un mercadillo medieval y una gran carpa de circo llamada Cannabis Circus que recogía todos los recursos del cáñamo, desde los usos para la elaboración artesanal de calzado y mobiliario, hasta sus usos terapéuticos. 
Todas las tardes se celebran debates y charlas. En 2013 contó con la Premio Nobel de la Paz Shirin Ebadi, la activista india Vandana Shiva, los periodistas Bernard Cassen, Rosa María Calaf y Leticia Iglesias, Carlos Carnicero, Esteban Ibarra, Leo Bassi, Willy Toledo, Fermin Muguruza y los hermanos del fallecido José Couso, entre otros.

## Fotografías

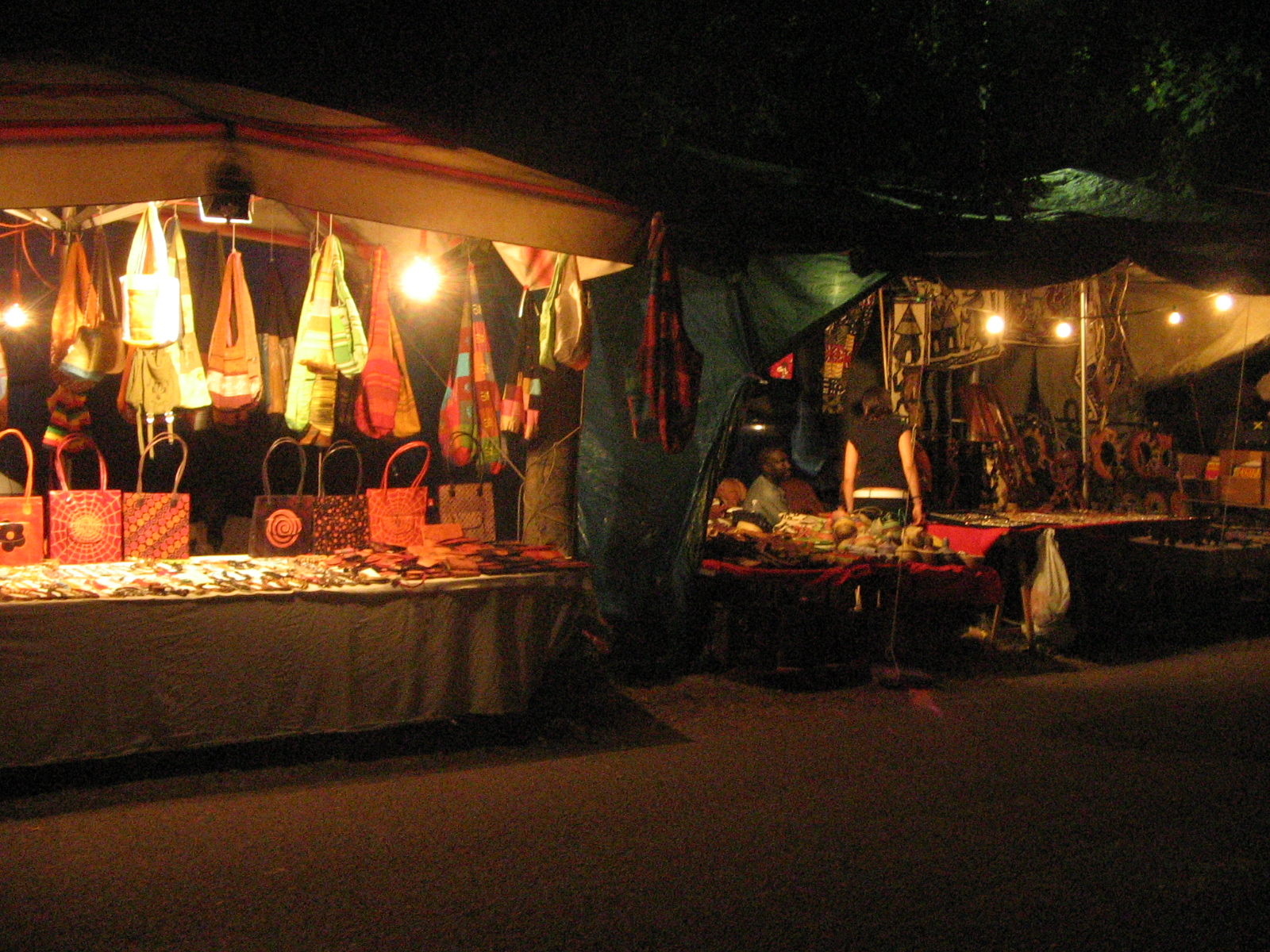
Algunos stands.
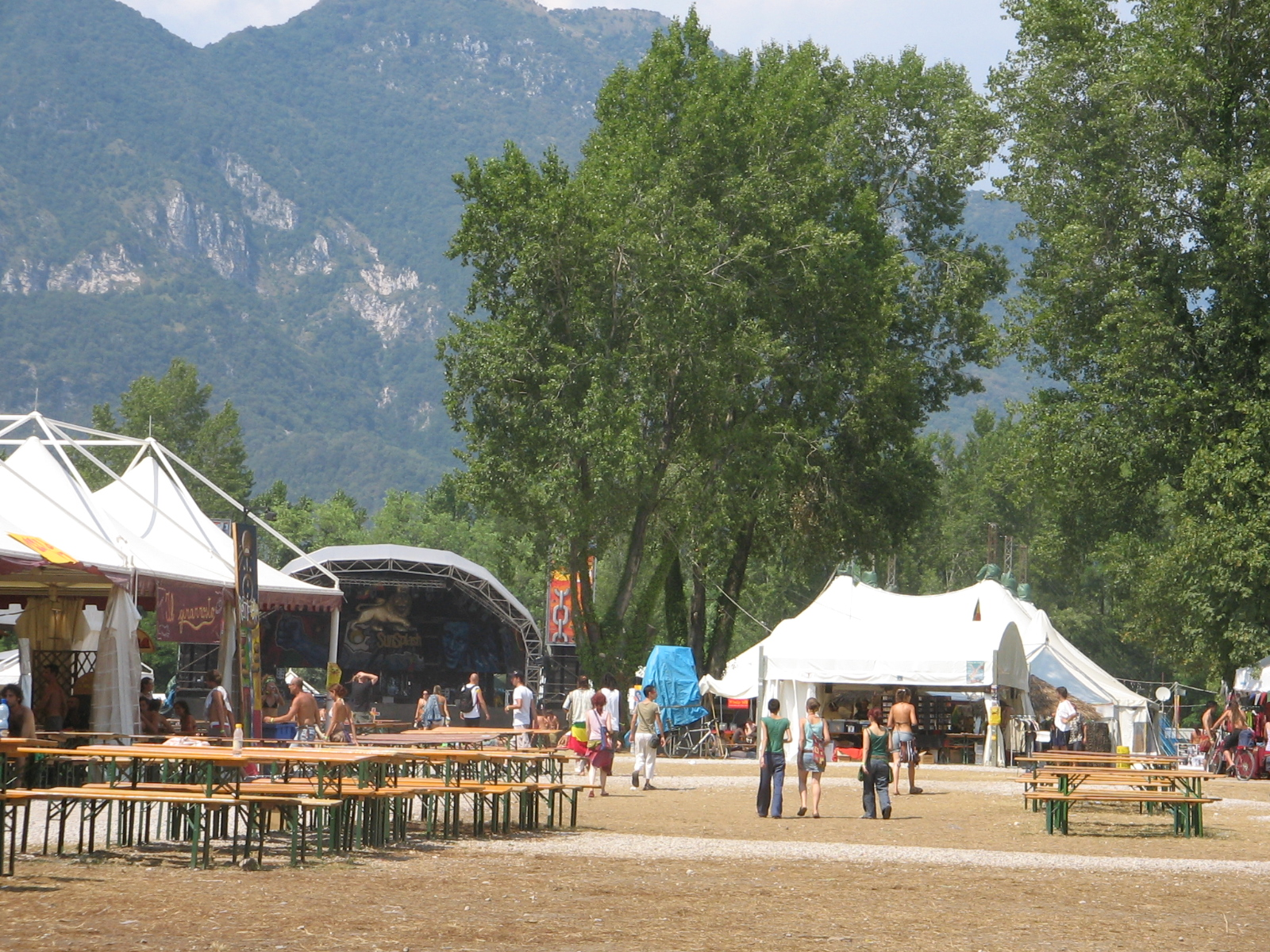
Vista parcial de la zona de conciertos.
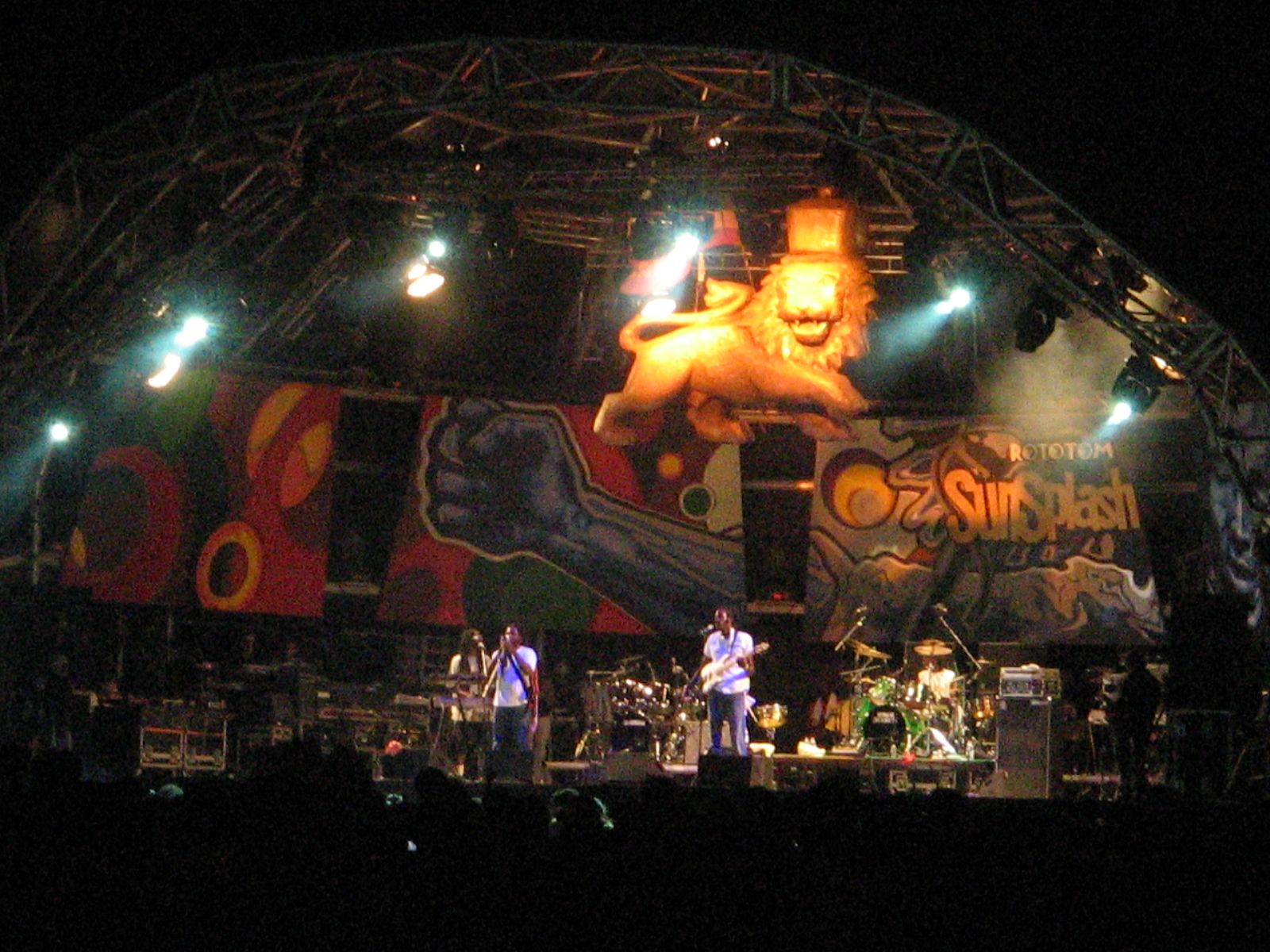
El escenario de noche, con Rasites.